# Abigor

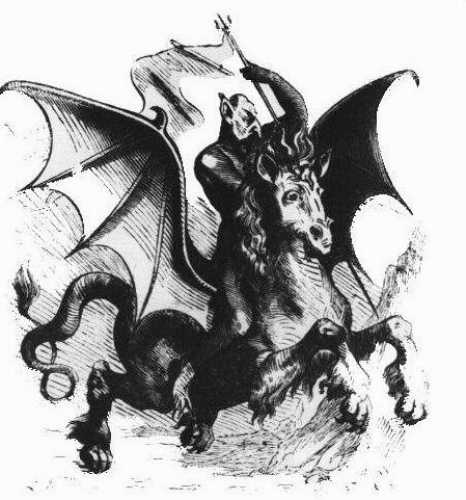
Illustração de Collin de Plancy de Abigor, do Dictionnaire Infernal.

 Abigor (também Eligos ou Eligor) foi um mítico feiticeiro ou necromante, considerado pelos antigos como génio infernal, uma espécie de Demónio da guerra, e um comandante dos exércitos de Lúcifer a frente de 60 legiões de demônios sob seu comando. Também é considerado um deus da honra e da glória, e diz que na batalha do Juízo Final, ele irá derrubar muitos anjos antes de cair diante do arcanjo Miguel.
É tido como detentor do todo o conhecimento da arte da guerra e de todas as guerras do passado, do presente e do futuro.
Por vezes retratado como um homem jovem e forte montado em um cavalo com asas de morcego ou então como um demônio de feições humanas com pele escamosa e quatro chifres (2 de bode no alto da cabeça e 2 de carneiro nas laterais) montado em uma serpente alada.